# Peter Matthiessen

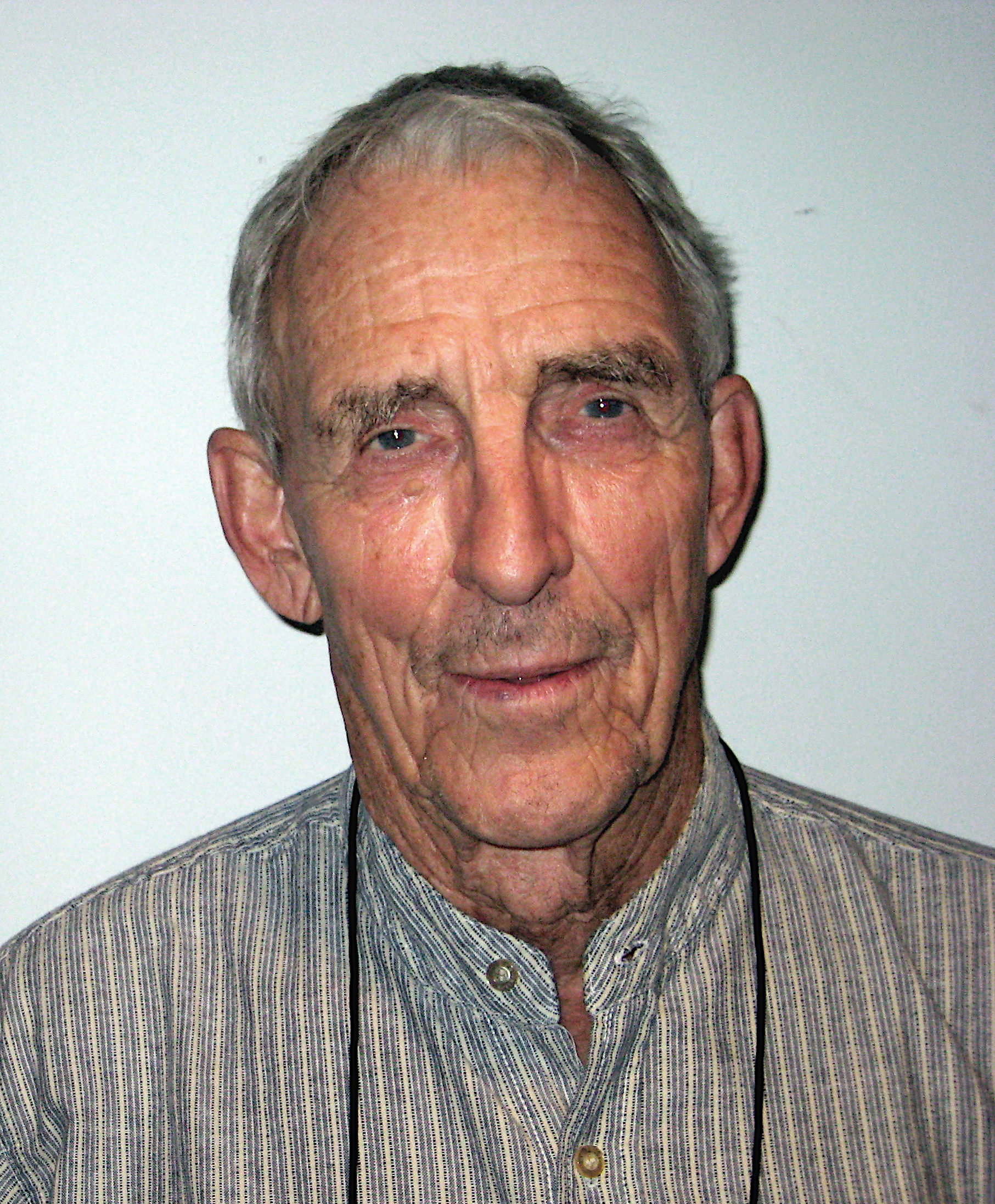
Peter Matthiessen w 2008 r.

Peter Matthiessen (ur. 22 maja 1927 w Nowym Jorku, zm. 5 kwietnia 2014 w Sagaponack) – amerykański przyrodnik i pisarz, autor powieści i literatury faktu.

## Życie i twórczość
W 1953 r. razem z kilkoma znajomymi założył magazyn literacki Paris Review, który Matthiessenowi – wówczas młodemu agentowi CIA – miał służyć jako przykrywka do działalności wywiadowczej, a okazał się początkiem autentycznej kariery literackiej.
Pierwsze opowiadania – Race Rock i Partisans Matthiessen napisał w połowie lat 50. XX w., a pierwszą książkę przyrodniczą – Wildlife in America – w 1959 r. Z czasem stał się znany z dokładnego przygotowywania się do pisania swoich kolejnych książek. Niezależnie od tego, czy dotyczą one przyrody, podróży autora, czy częstych bohaterów jego dzieł – tubylczych Amerykanów – zawsze są to szczegółowe studia, wskazujące na głęboką znajomość tematu. Dobrym tego przykładem jest wydana po raz pierwszy w 1983 r. In the Sprit of Crazy Horse, obszerna historia tzw. "sprawy Leonarda Peltiera", "incydentu w Oglala", Ruchu Indian Amerykańskich (AIM) i protestów amerykańskich Indian z II połowy XX w. (jej tez – odważnych często i oskarżycielskich względem przedstawicieli władz USA – z sukcesem bronił później nawet w sądach). Problemom tubylczych Amerykanów poświęcony jest też m.in. wydany rok później zbiór reportaży Indian Country.
Jego powieść Zabawa w Boga (ang. At Play in the Fields of the Lord) z 1965 r., opowiadająca o amerykańskim misjonarzu przybywającym do Indian Amazonii, została zekranizowana w Hollywood w 1991 r. Sam Matthiessen kręcił także filmy dokumentalne, w tym Blue Meridian – film dokumentujący prace nad filmem fabularnym Blue Water, White Death, który zainspirował ponoć twórców scenariusza do kinowego hitu Szczęki z 1975 r. W 1997 r. wydał też audiobook No Boundaries.
W swoich książkach Matthiessen nie unika wątków autobiograficznych; np. w wydanej w 1978 r. Śnieżnej panterze (ang. Snow Leopard) wielokrotnie powraca do swoich skomplikowanych relacji z żoną Deborah, zmarłą na raka w 1973 r. (z którą miał czworo dzieci). Za książkę tę, będącą efektem wyprawy autora w Himalaje w 1973 r., otrzymał w 1979 r. nagrodę American Book Award w kategorii "myśl współczesna". W latach 1995–1997 był też wybierany "Pisarzem stanu Nowy Jork".
O niesłabnącym talencie pisarskim Matthiessena świadczyć może powstała w późniejszym okresie fikcyjna trylogia Killing Mr. Watson, Lost Man's River i Bone by Bone, oparta na wspomnieniach florydzkiego plantatora Edgara J. Watsona, zmarłego po huraganie z 1910 r.
Matthiessen i jego żona praktykowali buddyzm Zen, a sam pisarz został później buddyjskim duchownym. Zmarł w szpitalu w pobliżu swojego domu w Sagaponack, w stanie Nowy Jork.

## Literatura

### Literatura piękna
- Race Rock (1954)
- Partisans (1955)
- Raditzer (1961)
- At Play in the Fields of the Lord (1965)
- Far Tortuga (1975)
- On the River Styx and Other Stories (1989)
- Killing Mister Watson (1990)
- Lost Man's River (1997)
- Bone by Bone (1999)

### Literatura faktu
- Wildlife in America (1959)
- The Cloud Forest: A Chronicle of the South American Wilderness (1961)
- Under the Mountain Wall: A Chronicle of Two Seasons in the Stone Age (1962)
- "The Atlantic Coast", a chapter in The American Heritage Book of Natural Wonders (1963)
- The Shorebirds of North America (1967)
- Oomingmak (1967)
- Sal Si Puedes: Cesar Chavez and the New American Revolution (1969)
- Blue Meridian. The Search for the Great White Shark (1971).
- The Tree Where Man Was Born (1972) (wyd. polskie Drzewo na którym narodził się człowiek, Wyd. Zysk i S-ka, Poznań, 2002)
- The Snow Leopard (1978) (wyd. polskie Śnieżna pantera, Wyd. Czytelnik, Warszawa 1988)
- Sand Rivers (1981)
- In the Spirit of Crazy Horse (1983)
- Indian Country (1984)
- Nine-headed Dragon River: Zen Journals 1969–1982 (1986)
- Men's Lives: The Surfmen and Bayen of the South Fork (1986)
- African Silences (1991)
- Baikal: Sacred Sea of Siberia (1992)
- East of Lo Monthang: In the Land of the Mustang (1995)
- The Peter Matthiessen Reader: Nonfiction, 1959–1961 (2000)
- Tigers in the Snow (2000)
- The Birds of Heaven: Travels With Cranes (2001)
- End of the Earth: Voyage to Antarctica (2003)